# Теория скалярного магнитного потенциала
В той части пространства, где плотность тока равна нулю, магнитное поле можно рассматривать как потенциальное и напряженность магнитного поля можно представить в виде:
{\displaystyle H=-\bigtriangledown U_{m}}
где {\displaystyle U_{m}} — скалярный потенциал магнитного поля;
В областях не занятых током (только для этих областей имеет смысл функция Uм) при постоянном значении магнитной проницаемости (m = const) скалярный потенциал магнитного поля подчиняется уравнению Лапласа:
{\displaystyle \bigtriangledown ^{2}U_{m}=0}
Разность магнитных потенциалов между двумя точками называют падением магнитного напряжения между этими точками.
Магнитный потенциал в отличие от электрического имеет бесконечное множество значений. Действительно, циркуляция электростатического поля по любому замкнутому контуру равна нулю. Циркуляция же магнитного поля по замкнутому контуру, охватывающему ток равна: 4π/с*I

## Принцип образования
Простейшим замкнутым контуром является круговой (с осевой однородностью за счет бесконечной длины тока) и соленоидальные векторные магнитные поля. Количество витков цилиндрической катушки (соленоида) с однонаправленной намоткой принципиального значения не имеет, так как характер топологии поля при этом не изменяется. Ниже будет показано, что условие прямолинейности оси соленоида является важным для сохранения типа конфигурации магнитного поля.
Если же встречается электрическая система, включающая несколько таких простейших элементов, например соленоидов, то в традиционной магнитостатике исследование её магнитного поля всегда происходит на уровне характеристик В и H. Вопрос о векторном потенциале А не ставится, и его свойства не рассматриваются. Такой подход приводит к исключению из рассмотрения потенциальной составляющей векторного потенциала, а, следовательно, и скалярного магнитного поля.
Очень важным представляется вопрос об условиях создания скалярного магнитного поля замкнутой электрической цепью, состоящей из одного или нескольких контуров. При его решении, как мы понимаем, следует опираться на свойства основной характеристики — векторного потенциала. Рассмотрим замкнутый контур в виде прямоугольника с током (рис.1). В любой точке пространства накладываются магнитные поля от четырёх токовых отрезков его образующих. В любой произвольной точке, кроме точки О пересечения диагоналей прямоугольника, вектор А отличен от нуля. Конфигурация векторного магнитного ноля, созданного прямоугольным контуром, известна.
Не получается добавить наглядную схему (Рисунок 1)
Исследование скалярного магнитного поля прямоугольного контура с током.
Покажем, что сумма всех четырёх составляющих, вычисленных по формуле{\displaystyle H(x,y,z)=J/4\pi \int \limits _{0}^{L}(zdz)/r^{3}=J/4\pi *((r_{1}-r_{2})/r_{1}r_{2})=(J/4\pi r_{0})(\sin(a_{2})-sina_{1})} , равна нулю. Выберем произвольную точку пространства и проведем в неё радиус-векторы из всех четырёх углов, обозначив их соответственно r1,r2,r3,r4. Нетрудно увидеть, что:
{\displaystyle H^{*}(x^{,},y^{,},z^{,})=J/4\pi \left({\frac {r_{1}-r_{2}}{r_{1}r_{2}}}+{\frac {r_{2}-r_{3}}{r_{2}r_{3}}}+{\frac {r_{3}-r_{4}}{r_{3}r_{4}}}+{\frac {r_{4}-r_{1}}{r_{4}r_{1}}}\right)}=0
Проверим выполнения данного условия для точек, лежащих на осях симметрии контура (рис.2). В этом случае r1=r4, r2=r3, кроме того r1-r3=-(r3-r4). Следовательно, и для этих точек тоже:
{\displaystyle H^{*}=(x^{,},y^{,},z^{,})=0}
Не получается добавить наглядную схему (Рисунок 2)
Таким образом скалярное магнитное поле прямоугольным замкнутым контуром с током не создается ни в каких точках пространства